# 4th Marine Division

Logo der 4. US-Marinedivision

Die 4th Marine Division (deutsch 4. Marineinfanteriedivision, kurz 4thMarDiv) in New Orleans, Louisiana ist eine Reserve-Division innerhalb des United States Marine Corps. Sie gehört zu den Infanteriegroßverbänden der Marine Forces Reserve. Einzelne Verbände sind verteilt über die Vereinigten Staaten stationiert.

## Geschichte
Die Gründung der 4th Marine Division wurde durch die Umstrukturierung und Neuunterstellung ihrer Verbände aus anderen Großverbänden durchgeführt.
Das 23rd Marine Regiment unterstand bis Februar 1943 als Infanterieverband der 3rd Marine Division. Zum gleichen Zeitpunkt wurde ein Artilleriebataillon des 12th Marine Regiment der 3rd Marine Division dem 14th Marine Regiment der neugebildeten Marineinfanteriedivision unterstellt. Pioniereinheiten des 19th Marine Division bildeten das 20th Marine Regiment. Im März 1943 wurde das 24th Marine Regiment neu aufgestellt, welches im Mai desselben Jahres geteilt wurde und das 25th Marine Regiment unter Colonel Richard H. Schubert bildete.
Nachfolgend wurden das 4. Nachschubbataillon, die Instandsetzungskompanie, der Divisionsstab und die 4. Fernmeldekompanie aufgestellt.
Am 15. Juni 1943 wurde das 20th Marine Regiment als Pionierverband aufgestellt.
Die einzelnen Verbände waren ursprünglich an verschiedenen Standorten stationiert, wurden jedoch mit dem 24th Marine Regiment und verschiedenen Unterstützungseinheiten wie Pionieren, Artillerie, Sanitätern, Transport, Unterstützungswaffen und Panzern in Camp Pendleton, Kalifornien zusammengefasst. Der Rest des Großverbandes befand sich zu diesem Zeitpunkt in Camp Lejeune, North Carolina. Dieser wurde im Juli und August des Jahres 1943 per Bahn und Panama-Kanal nach Camp-Pendleton verlegt. Mit dem Zusammenführen der Verbände wurde die Division am 14. August 1943 unter das Kommando von Major General Harry Schmidt gestellt.

### Zweiter Weltkrieg

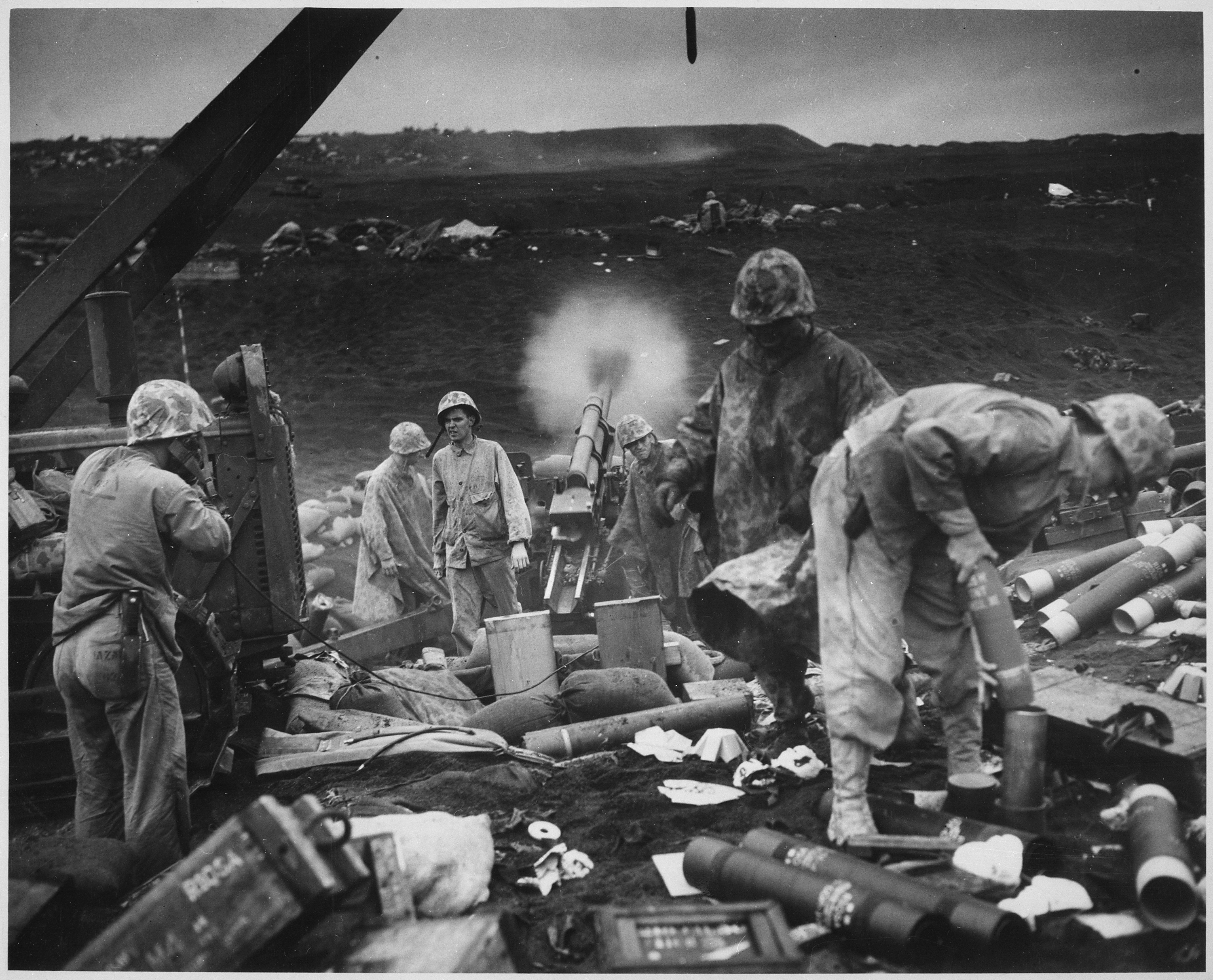
Marines der 4th Marine Division auf Iwojima

Nach intensivem Training wurde die Division am 13. Januar 1944 an den pazifischen Kriegsschauplatz verlegt. Insgesamt nahm der Großverband an den amphibischen Landungen von Kwajalein (Roi-Naumur), Saipan, Tinian und Iwojima teil.
Sie wurde mit zwei Presidential Unit Citations und einer Navy Unit Commendation ausgezeichnet, bevor sie am 28. November 1945 deaktiviert wurde.
Das auf Saipan getragene Divisionsabzeichen mit einer goldenen „4“ auf einem scharlachroten Hintergrund wurde von SSgt John Fabion entworfen, welcher vor und während der Schlacht um die Marshallinseln in der Presseabteilung der Division tätig war. Sein vorgesetzter Offizier war vom Divisionsabzeichen begeistert, als er entdeckte, dass es der Anordnung der Flugfelder auf dem zuvor eroberten Kwajalein-Atoll im Januar 1944 in Form einer „4“ ähnlich sah.
Nach dem Krieg wurde die Division außer Dienst gestellt und aufgelöst.

### Vietnamkrieg
Die Division wurde im Februar 1966 reaktiviert, kam jedoch im Vietnamkrieg nie als Großverband zum Einsatz.
Das 23rd Marine Regiment wurde am 1. Februar 1966 in Alameda, Kalifornien reaktiviert, im selben Monat der 4. US-Marineinfanteriedivision angegliedert, und nach Vietnam entsandt.

### Zweiter Golfkrieg und die 1990er
Das 3rd Battalion des 23rd Marine Regiment wurde im November 1990 reaktiviert und nach Saudi-Arabien verlegt, um dort an der Operation Desert Shield teilzunehmen.
Die Einheit wurde dem 8th Marine Regiment der 2nd Marine Division angegliedert und entlang der Grenze zwischen Kuwait und Saudi-Arabien eingesetzt, um dort Grenzpatrouillen und Sicherheitsoperationen durchzuführen. Zwei Tage vor dem offiziellen Angriff marschierte die Einheit bei Umm-Gudair in Kuwait ein, um dort den Einsatz von vorgeschobener Artillerie zu sichern. Durch diesen Einsatz war das 3. Bataillon des 23rd Marine Regiment die erste Einheit der 2nd Marine Division die nach dem Ende des Vietnamkriegs in Kampfhandlungen verwickelt war. Die Einheit nahm weiterhin an der Offensive als Element des 8th Marine Regiment nach Kuwait-Stadt teil, bis dort schlussendlich der Waffenstillstand ausgerufen wurde.
Das 2nd Battalion des 23rd Marine Regiment wurde im Rahmen der Eruption des Mount Pinatubo im Juni 1991 auf den Philippinen in Marsch gesetzt und leistete dort in den ersten Tagen humanitäre Hilfe.
Im Dezember 1990 wurden das 1st Battalion und im Januar 1991 das 2nd Battalion des 23rd Marine Regiment aktiviert um auf Befehl des US-Präsidenten die Operation Desert Shield und die Operation Desert Storm zu unterstützen.
Das 24th Marine Regiment wurde im November 1990 aktiviert, um an der Operation Desert Shield teilzunehmen. Zu Beginn wurde das Regiment in Camp Pendleton, Kalifornien versammelt, um dort ein Aufbautraining durchzuführen. Im Januar 1991 wurde das 1st Battalion nach Okinawa versetzt um sich dort der 3rd Marine Division anzuschließen. Die verbleibenden zwei Bataillone des 24th Marine Regiment wurden nach Kuwait verlegt, um dort an der Seite der 1st Marine Expeditionary Force Operationen gegen feindliche Kräfte in Kuwait zu unterstützen. Von 16. Januar bis 28. Februar 1991 nahmen die Einheiten an der Operation Desert Storm teil. Im April wurden beide Einheiten wieder in die Vereinigten Staaten verlegt. Das 1st Battalion wurde aus Okinawa im August nach Detroit zurückbeordert.
Das 25th Marine Regiment wurde im Februar 1991 aktiviert, um an der Operation Desert Storm teilzunehmen. Schlussendlich wurde jedoch nur das 1st Battalion in die Region versandt und nahm dort mit der 1st Marine Division an den Angriffen auf irakische Verteidigungslinien teil. Das Regiments-Hauptquartier sowie das 2nd und 3rd Battalion mobilisierten jedoch im Rahmen von anderen operativen Umständen und wurden nicht nach Kuwait verlegt.

### Krieg gegen den Terror
Das 23rd Marine Regiment wurde, entweder ganz oder nur teilweise, während der Jahre 2003, 2006, und 2009 mehrmals reaktiviert.
Im Juni 2012 verlegte das Hauptquartier des 23rd Marine Regiment für die Operation Tradewinds nach Barbados in die Karibik.

## Auftrag
Der Reserve-Großverband stellt Kampf- und Kampfunterstützungstruppen sowie Einheiten zur Verfügung, um die aktiven Großverbände in Zeiten des Krieges, des nationalen Notstandes und zu anderen Zeiten, in denen dies die nationale Sicherheit erfordert, zu unterstützen. Des Weiteren muss er im Bedarfsfall die Fähigkeit besitzen die Wiederherstellung der Divisionsstärke einer anderen Division zu gewährleisten.

## Organisation

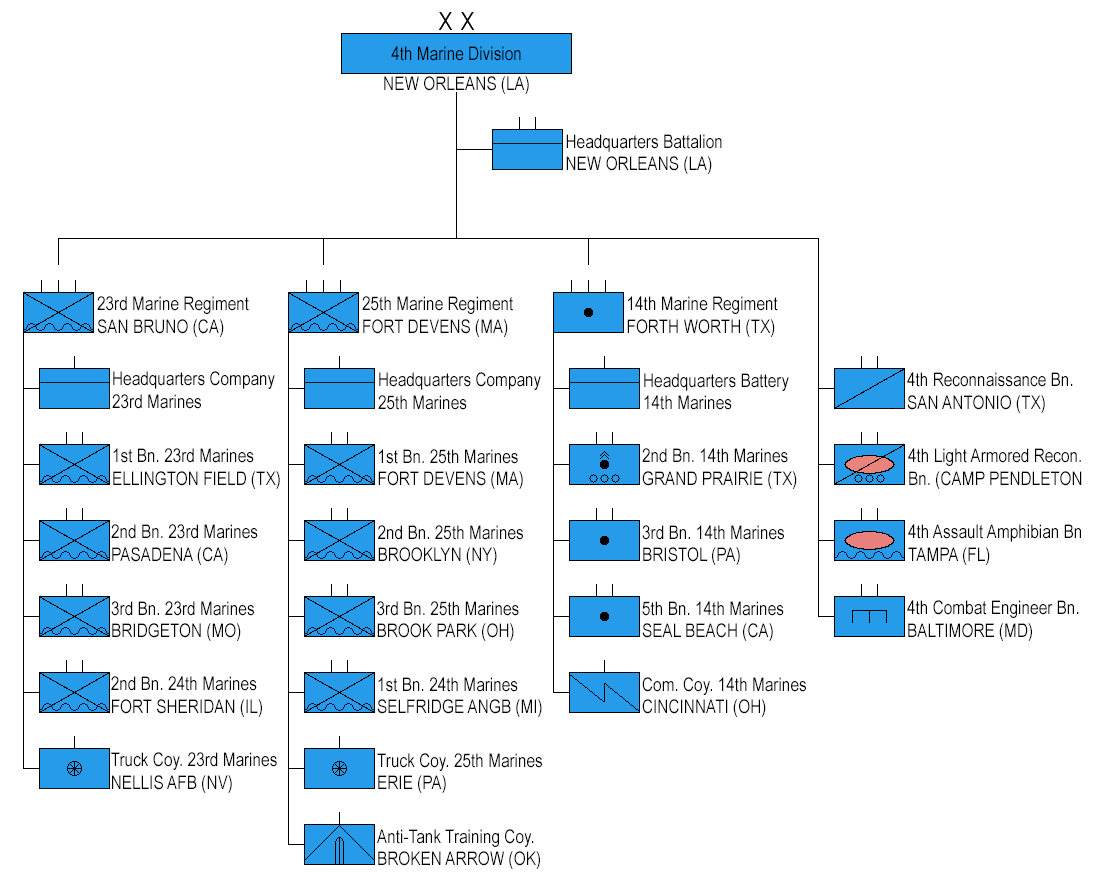
Organigramm der 4. US-Marine Division im Januar 2025

Die 4. US-Marineinfanteriedivision setzt sich heute aus folgenden Einheiten zusammen:
- Hauptquartier-Bataillon
- 23rd Marine Regiment (Infanterie)
  - 1st Battalion, 23rd Marines
  - 2nd Battalion, 23rd Marines
  - 3rd Battalion, 23rd Marines
  - 2nd Battalion, 24th Marines
- 25th Marine Regiment (Infanterie)
  - 1st Battalion, 24th Marines
  - 1st Battalion, 25th Marines
  - 2nd Battalion, 25th Marines
  - 3rd Battalion, 25th Marines
- 14th Marine Regiment (Artillerie)
  - 2nd Battalion, 14th Marines
  - 3rd Battalion, 14th Marines
  - 5th Battalion, 14th Marines
- 4th Tank Battalion
- Anti Terrorism Battalion (Anti-Terrorismusbataillon)
- 4th Light Armored Reconnaissance Battalion (leichtes Aufklärungsbataillon)
- 4th Reconnaissance Battalion (Aufklärung)
- 4th Combat Engineer Battalion (Kampfpioniere)
- 4th Assault Amphibian Battalion (amphibisches Unterstützungsbataillon)